# Линейни кораби тип „Уайоминг“
Уайоминг (на английски: Wyoming) са серия линейни кораби на САЩ. От проекта са построени две единици: „Уайоминг“ (на английски: USS Wyoming (BB-32)) и „Арканзас“ (на английски: USS Arkansas (BB-33)). Четвъртата серия американски дредноути, развитие на типа „Флорида“. При проектирането им са разглеждани варианти с въоръжение от 356-мм и 305-мм оръдия. Но, пред страха, че новото 356-мм оръдие няма да бъде готово навреме, конструкторите решават да използват 305-мм 50-калибрени оръдия. В сравнение с предшествениците новите линкори получават още една кула на главния калибър, и общия брой на 305-мм оръдия, по този начин, е доведен до дванадесет. Бронирането и скоростта им остават на нивото на предшествениците.
Линкорите от типа „Уайоминг“ участват в Първата световна война в състава на „американската ескадра“ на Гранд Флийт. „Уайоминг“, според решенията на Лондонското морско съглашение от 1930 година, е преправен на учебен кораб. А „Арканзас“, след като преминава ред модернизации, става най-старият линкор, взел участие във Втората световна война.
След войната „Уайоминг“ е отписан от флота и разкомплектован за метал, а „Арканзас“ е потопен по време на ядрени изпитания на атола Бикини.

## История на проекта
При разработката на проекта за нов тип линкори изниква въпросът за избор на оръдия за главен калибър. Става известно, че британците на своите дредноути се готвят за преход към 343-мм калибър. А немците, независимо от успешното им 280-мм оръдие, се готвят да преминат на оръдия калибър 305 мм. За това си има основателна причина. Благодарение на бързия прогрес при системите за управление на артилерийския огън дистанциите на боя постоянно растат. А снарядът с по-голям калибър има по-голяма маса и по-бавно се забавя при полета си във въздуха. В резултат на по-голямата далечина той има по-голяма скорост, отколкото лекия снаряд, и, съответно, обладава по-голяма пробивна способност.
На поредната конференция в Нюпорт все още не въплътеното в метал 356-мм оръдие е обявено за стандартно за бъдещите американски линкори, и е изказано съжалението, че и на „Флорида“ не са поставени 8 356-мм оръдия. Счита се, че бъдещите линкори трябва да имат 10 оръдия с калибър 356 мм, при това тяхната водоизместимост ще достигне 25 000 тона.
През декември 1908 г., според оценките на бюрото по въоръжения на флота на САЩ, разработката на чертежите за новото 356-мм оръдие трябва да отнеме половин година. Още осем месеца трябва да се отделят за изработката на опитен образец. При това опитът при прехода към новия модел 305 мм 45-калибрено оръдие показва, че при разработката могат да възникнат непредвидени трудности, които могат да проточат процеса на разработване. В условията, когато флотите на другите страни внимателно следят за разработките на потенциалните си противници, допускането на фалшстарт и получаването на нови линкори, без оръдия, е недопустимо. Подобен риск поемат британците, когато Уинстън Чърчил настоява за разработката на линкорите „Куин Елизабет“ с 381-мм оръдия.
Ръководството на флота на САЩ изказва опасения за технически рискове при прехода към новото оръдие, за това бюрото по въоръжения веднага предлага вариант за разработката на ново 50-калибрено 305-мм оръдие. Работите по него вече се водят от фирмата „Бетлхайм Стийл“, и опитния образец трябва да бъде готов за изпитания на 15 юли 1909 г. Това дава икономия за разработката до половин година. А с оглед времето за производство на комплекта оръдия макар и за един кораб „икономията на време“ може да достигне 20 месеца.
Проведени са експертни сравнителни оценки на три варианта – старото 45-калибрено, новото 50-калибрено 305-мм оръдия и новото 45-калибрено 356-мм оръдие. Съпоставката се води по три основни параметъра: скорост на снаряда, точност на огъня и разрушителен ефект на снаряда. Оценява се действието на снарядите на предполагаема дистанция на боя от 7000 – 8000 метра.
Оценената живучест на двете нови оръдия е сравнително еднаква – 150 изстрела. При това за сметка на по-голямата начална скорост и по-настилната траектория при оръдията 305 мм/50 при дистанция 7320 м се вижда 10-процентно преимущество в точността на попаденията. Разрушителния ефект се оценява като 3 към 5 в полза на 356-мм снаряд. Интегрираната оценка показва преимущество 7 към 9 в полза на 356-мм оръдия. В полза на 356-мм оръдия говори и „концентрацията на мощ“ – финансово е по-изгодно да се има по-малък брой, но по-силни кораби. В полза на 305-мм оръдия са по-големия брой оръдия в залпа, което, на теория, дава по-голяма вероятност за попадение. Всички тези съображения водят до това, че в противовес на мнението на Нюпортската конференция бюрото по въоръжения се изказва за по-плавен преход към 50-калибреното 305-мм оръдие. Въпреки това на 26 август 1908 г. секретарят на флота Виктор X. Меткалф заповядва на Бюрото по конструиране и ремонт за започне разработката на кораб с 356-мм артилерия.
В крайна сметка Бюрото по конструиране и ремонти води разработката на три проекта наведнъж – 8- и 10-оръдейни линкори с 356-мм оръдия (проекти 404 и 502 съответно) и отложения през 1906 г. вариант с 12 305-мм оръдия (проект 601). Президентът Теодор Рузвелт проявява повишен интерес към разработката на новите линкори, и резултатите от първите разработки веднага му се представят. За да се балансират защитата и въоръжението, новият линкор трябва да получи пояс и барбети на кулите по-дебели с дюйм (25,4 мм). Изчисленията показват, че водоизместимостта на 8-оръдейния линкор с 356-мм оръдия ще достигне 24 000 т, а на 10-оръдейния вариант – 27 000 т, с 2000 т повече, отколкото разчетите на Нюпортската конференция.
Бронирането в сравнение с предходния тип „Флорида“ практически не се изменя, макар по сравнение с 12-оръдейния проект от 1906 г. броневия пояс и барбетите на кулите да са по-дебели с един дюйм. При това продължава тенденцията за ограничаване на бронирането на краищата – фактически на кърмата освен бронираната палуба със скосове, прикриваща рулевите механизми, има само тънка лентичка броня, съединяваща я с броневия пояс. Цялата система на брониране трябва да решава две основни задачи: поддържане на живучестта и плавучестта на кораба при попадения на тежки снаряди в района на водолинията и поддържане при това на боеспособността благодарение на защитата на жизненоважните системи на кораба – кулите, барбетите, бойната рубка.
Освен ръст на стойността, ръстът на размерите води до това, че 10-оръдейния кораб може да се вмести само в новия сух док на Хаваите, който се намира далеч и на който няма достатъчно заводско оборудване. Това води до проблеми при докуването и ремонтите. За това президентът заповядва да се съсредоточат на осеморъдейния вариант. Вариантът с 12 305-мм оръдия, с проектен номер 601, също не трябва да предизвиква проблеми при експлоатацията.
На 30 декември 1908 г., на заседание на Генералния съвет, е прието решението за строителството на новите линкори според 305-мм вариант. Независимо от искането на Рузвелт да се строят корабите в серии по четири единици за създаването на еднородни дивизии, Конгресът, на 3 март 1909 г., отделя финансиране само за два кораба – с номерата 32 и 33. Разработката на линкор с 356-мм оръдия не се прекратява. Чертежите на 305-мм и 356-мм оръдия са одобрени едновременно. Подчертава се, че следващата двойка линкори с 356-мм оръдия ще бъде тактически еднотипна с новите кораби.

## Конструкция

### Корпус
Линкорите от типа „Уайоминг“, за сметка на шестата си кула на главния калибър, са по-дълги от своите предшественици. От разполагане на оръдия на среза на полубака решават да се откажат поради опасения от запръскването им и излишни напрежения в корпуса. За това корпусът е направен гладкопалубен с плавен подем от кърмата към носа. За сметка на това, по сравнение с „Флорида“, оръдията са разположени с 1,2 метра по-нагоре от среза на водата.
Тяхната дължина достига 171,3 м, а ширина нараства до 28,4 м. Газенето съставя 8,7 м. Проектната нормална водоизместимост достига 26 000 дълги тона, а пълната – 27 240. Общото тегло на корпуса достига 10 757,3 тона. Метацентричната височина, при нормална водоизместимост, съставлява 1,647 м, а при пълна – 1,675 м.
Корабите имат един полубалансирен рул и четири винта, които се вътрет в една посока. За сметка на това радиусът на тактическото обръщане, при скорост 18 възела, при завъртане наляво съставлява 475 м, а надясно – 540 м. Линкорите от типа „Уайоминг“ обладават достатъчно добра мореходност, но противоминната батарея, независимо от по-високото си разположение, все така страда от заливане.
Екипажът по щата за мирно време се състои от 58 офицера и 1005 матроса. Във военно време, за сметка на резервисти, той нараства до 1594 души. При използването им в качеството на флагмански кораб екипажът на кораба може да достигне 1633 души.

### Силова установка
Двата кораба на серията имат четиривалова турбинна установка „Парсънс“ с право задвижване на валовете. Тя се разполага между барбетите на 4-та и 5-а кули на главния калибър. Теглото на силовата установка съставлява 2012,9 т. При проектна мощност от 28 000 к.с. корабите трябва да развият скорост от 20,5 възела. На изпитанията „Арканзас“ развива мощност от 28 787 к.с., достигайки скорост от 21,22 възела. Далечината на хода се оказва неудовлетворителна. По проект тя трябва да състави 6860 мили на 10-възлов ход. Фактически при чисто дъно и на 12-възлов ход тя съставлява 6488 мили, а при 20 възела – 2655 мили. На повседневната си служба, поради налепите по дъното и износването на силовата установка, далечината на ход намалява до 5190 мили на 10 възела. Съществен прогрес по този въпрос е постигнат едва след следвоенната модернизация, когато заварените були са използвани за допълнителни хранилища за гориво.
За изработката на пара се използват 12 котела „Babcock & Wilcox“, разположени по четири в три отсека. Основно гориво са въглищата, максималният запас от които съставлява 2698,8 т. Освен това, се използва и впръскване на нефт, запасът при който съставлява 458 т.
Електроенергията се изработва от четири турбогенератора с мощност по 300 кВт.

### Брониране
Бронирането е значително увеличено – теглото на вертикалното брониране съставя 6935 т. Бронираната палуба с укрепването тежи 1215,9 т, от тях за брониране със стомана STS са отведени 685 т. Схемата на брониране няма особени изменения в сравнение с предходните типове, но е усилена на някои места.
Главният брониран пояс има дължина 122 м и височина 2,44 м. Той има по дължината си постоянна дебелина от 279 мм по горната част. При долния край, намиращ се под водата, той върви със скос, изтънявайки до 229 мм. По краищата се затваря от 279-мм траверси. Горният пояс е по-дебел и има дебелина по долния ръб 279 мм, изтънявайки нагоре до 229 мм. Казематът е прикрит от пояс със 165-мм дебелина, затварян от 165-мм траверси.
За разлика от предишните проекти е отделено внимание на противоосколъчната защита на димоходите, опасявайки се от излишно задимяване по време на бой при тяхното повреждане. Освен броневия пояс, прикриващ каземата, зад оръдията на противоминната батарея е поставена допълнителна преграда за улавяне на осколките.
Главната бронева палуба е плоска и върви по горния ръб на главния броневи пояс. Тя се състои от два слоя стомана и STS. В района на цитаделата тя има дебелина от 57 мм (44 + 13 мм). Над погребите на главния калибър изтънява до 76 мм (63 + 13 мм). В района на котелните отделения, близо до борда, тя има дебелина 7,62 мм. Над турбините, между барбетите на 4-ра и 5-а кули, тя също е с дебелина 7,62 мм.
В носовия край тя има дебелина от 25,4 мм (12,7 + 12,7 мм), а на кърмата – 38 мм (25,4 + 12,7 мм). Втората, батарейна палуба, между 2-ра и 6-а кули се състои от два слоя STS с дебелина 25,4 мм (12,7+ 12,7 ми), в района на каземата изтъняваща до 44 мм. Рулевите механизми са прикрити от двуслойна карапасна палуба с дебелина 76 мм (63 + 13 мм).
Дебелината на барбетите на кулите на главния калибър достига 254 мм, в долната част, на местата, прикриващи се едно друго, тя изтънява до 114 мм. Дебелината на бронята на самите кули, по сравнение с „Флорида“, не се изменя – челната плоча е 305 мм, страничните – 203 мм. Задната стена е увеличена до 305 мм за компенсация на теглото на по-тежките оръдия. Дебелината на покрива съставлява 76 мм. Стените на бойната рубка са с дебелина от 292 мм, а покривът ѝ е изпълнен от 76-мм стомана STS.
Дълбочината на конструктивната противоторпедна защита съставлява в района на мидъла 7,12 м. От борда има въздушен джоб – т. нар. разширителна камера. След това има въглищна яма. Нататък, по цялата дължина, от носовия торпеден апарат, до кърмовия барбет на кулата на главния калибър, върви преграда от 38-мм стомана STS. По височина тя се простира от второто дъно до броневата палуба.
Бронезащитата на американските линкори от типовете „Ню Йорк“, „Уайоминг“ и „Невада“, особено при типа „Уайоминг“, напомня кърпено одеяло, „съшито“ от материали с различно качество, различни марки и производители.

### Въоръжение
Главното въоръжение на линкорите се състои от 12 305-мм оръдия Мк7 с дължина на ствола 50 калибров. Те са разположени в 6 двуоръдейни кули. Новото 305-мм оръдие е с 3 тона по-тежко от предишното. При това за сметка на по-голямата, отколкото на 45-калибрено, с 50 м/с начална скорост бронепробиваемостта със същия снаряд на дистанция от 9000 м нараства с 40 мм. За разлика от британския 50-калибрен аналог, с по-слабо скрепяване на ствола с тел, американското оръдие, скрепено с цилиндри, не страда от ниска точност на стрелбата. Напротив, за сметка на по-голямата начална скорост на снаряда и по-настилната траектория на неговия полет, по сравнение с 45-калибреното оръдие, точността на стрелбата даже се повишава.
Първоначално оръдието се комплектова само с бронебойни и полубронебойни (т.нар. „комън“) снаряди с маса 394,6 кг. Зарядът барут с маса 152,9 кг, разположен в четири копринени картуза, им придава начална скорост от 884 м/с. Налягането в канала на ствола при изстрела е равно на 2760 кг/см². Далечината на стрелба при ъгъл на възвишение от 15° при това съставя 21 950 м. Живучестта на ствола съставя около 200 изстрела с пълен заряд. Първоначално налягането в канала на ствола е планирано да бъде по-голямо, с придаването на бронебойния снаряд на начална скорост от 899 м/с. Но за увеличаване на живучестта на ствола решават да намалят заряда и да се ограничат с начална скорост от 884 м/с. През 1915 г. полубронебойните снаряди са свалени от въоръжение. А през 1942 г. в състава на боекомплекта на „Арканзас“ влиза фугасен снаряд с маса 335,7 кг. За сметка на по-малката си маса той има по-голяма начална скорост – 914 м/с.
За тях са проектирани новите кули Mark 9, позволяващи да се осъществява зареждане при произволен ъгъл на възвишение на оръдията. Това води до ръст на водоизместимостта от 387 тона. Предложено е да се икономисат 73 тона от противоторпедните мрежи, които фактически така не се поставят на американските линкори, а при европейските, към началото на Първата световна, също са премахнати поради опасения от намотването им, и съответно повреждане, по време на бой върху винтовете. Още 88 тона са икономисани от противоосколъчното брониране. Останалото тегло се налага да бъде компенсирано за сметка на резерва от водоизместимост отделен за модернизации.
Боезапасът на оръдията на главния калибър съставлява по 100 снаряда на ствол. Част от снарядите, за компенсация на теглото, на по-дългите оръдия се съхранява в кърмовата част на кулите. Част от снарядите се съхранява извън снарядния погреб, вътре във въртящата се част на кулата, което след това започва да се използва при всички последващи линкори.
Противоминната артилерия се състои от 21 127-мм 51-калибрени оръдия Mark 7. При разполагането на противоминната артилерия е отчетен опита от похода на Великия бял флот. На Нюпортската конференция са изказвани съображения в полза на поместването на оръдията в незащитените надстройки и по покривите на кулите. Това осигурява по-малката им заливаемост при лошо време. Също се счита, че атаките на миноносците следва да се очакват през нощта, а за това в течение на дневния бой е желателно снарядите да преминават защитата на противоминната батарея проходно, без разрив. Иначе с удачното попадение на един снаряд може да се извадят от строя всичките 10 близко разположени в каземата оръдия. От друга страна, отсъствието на защита води до това, че те могат да се извадят от строй даже от оръдията на миноносците. В полза на разполагането на оръдията в каземат говори и по-удобото подаване на снарядите. Без да се намери оптималното решение, е прието половинчато. 10 оръдия са разположени в брониран каземат, още 4 по носа и 5 на кърмата също на батарейната палуба, но вече без защита. Още две оръдия стоят открито на палубата, отстрани на бойната рубка.
Кърмовото оръдие има много неудачни сектори на обстрел, макар това да е по-добре, отколкото заложените по проект две кърмови оръдия на горната палуба, над които в кърмовия сектор трябва да стрелят оръдията на главния калибър.
Оръдията Mark 7 имат ръчно картузно зареждане. Използват три типа снаряди – бронебоен, полубронебоен и фугасен. Зарядът барут от 11,1 кг придава на 22,7-кг снаряд много високата начална скорост – 960 м/с. Високата скорост осигурява настилна траектория и добра бронепробиваемост. Оръдието обладава висока скорострелност – 8 – 9 изстрела в минута. Оръдията са монтирани на установките Р13, осигуряващи ъгли на вертикално насочване в пределите от —10° до +15°. При максималния ъгъл на възвишение максималната далечина съставлява 12 850 м. Боезапасът на корабите съставлява по 240 снаряда на оръдие.
В течение на Първата световна война корабите получават 2 – 4 зенитни 76-мм 50-калибрени оръдия, а скоро след войната още 2 – 4. Също така в състава на въоръженията влизат 8 картечници калибър 7,62 мм.
Торпедното въоръжение се състои от два бордови 533-мм торпедни апарата.
| Оръдие                                | 12"/50 Mark 7                         | 12"/50 Mark 7                         | 5"/51 Mark 7 |
| ------------------------------------- | ------------------------------------- | ------------------------------------- | ------------ |
| Година на започване на експлоатацията | 1912                                  | 1912                                  | 1911         |
| Калибър, мм                           | 305                                   | 305                                   | 127          |
| Дължина на ствола, калибри            | 50                                    | 50                                    | 51           |
| Скорострелност, изстрела в минута     | 2 – 3                                 | 2 – 3                                 | 8 – 9        |
| Ъгли на наклон                        | −5°/+15° −5°/+30° след модернизацията | −5°/+15° −5°/+30° след модернизацията | −10°/+15°    |
| Тип зареждане                         | картузно                              | картузно                              | картузно     |
| Тип на снаряда                        | бронебоен                             | фугасен                               | бронебоен    |
| Тегло на снаряда, кг                  | 394,6                                 | 335,7                                 | 22,7         |
| Начална скорост, м/с                  | 884                                   | 914                                   | 960          |
| Максимална далечина на стрелбата, м   | 21 950                                | 21 850                                | 12 850       |
| Боезапас, снаряда на оръдие           | 100                                   | 100                                   | 240          |

## Модернизации

### Междувоенните модернизации
За това да се приближат към едно ниво с характеристиките на оставащите в строй след Вашингтонското съглашение линкори, се провежда тяхната реконструкция, с предимство на въглищните. Първи я преминават линкорите от типа „Флорида“. В периода 1925 – 1927 г. ред идва и на линкорите от типа „Уайоминг“. На тях са изпълнени приблизително същите работи, като и на „Флорида“. По бордовете са заварени противоторпедни були, заради което линкорите се лишават от торпедни апарати. Общата ширина на корпуса става пределна за преминаването им през Панамския канал с величина 32,3 м. Общата дълбочина на противоторпедната защита съставя 9 м. Булите са с конструкция малко по-различна от тези на „Флорида“. Те са по-тесни, тъй като първоначалната ширина на „Уайоминг“ е по-голяма. Булите се делят от вертикална и хоризонтална прегради на четири части. Те не се използват за съхранение на гориво и са празни, играейки ролята на разширителна камера. Както и при „Флорида“, те са направени от тънък листов метал, за това впоследствие се налага да бъдат укрепвани.
Въглищните ями са използвани за съхраняване на нефт. Нормалният запас гориво съставлява 3786 т, а пълният – 5543 т. Нормалната водоизместимост при това съставя 27 900 т, а пълната – 29 000 т. 12 въглищни котела са заменени на 4 нефтени „White-Foster“. Благодарение на замяната на котлите и вида на горивото далечината на плаване при 10-възлов ход нараства до 14 000 мили, а на 18-възлов – до 7000 мили. Паропроизводителността на котлите се увеличава, и със същата машинна установка „Уайоминг“ дава на изпитанията 43 187 к.с., достигайки скорост от 21,41 възела. Както и на останалите модернизирани линкори, управляемостта малко се влошава. Диаметърът на циркулация на 12-възлов ход съставя 575 м.
Мощността на всичките четири турбогенератора е увеличена от 300 до 400 кВт. Димоходите са сведени в един комин, за сметка на което се променя силуетът на кораба. Ажурната гротмачта с хиперболоидна конструкция е заменена с по-лека тринога с наблюдателни постове и прожекторни площадки, поставена между 4 и 5 кули на главния калибър. Втория главен пост за управление на огъня е пренесен в специално за това направена надстройка зад комина. На покрива на третата кула е поставен барутен катапулт. Между комина и кулата са разположени три хидросамолета, които се обслужват от лодъчните кранове.
Значително е усилено хоризонталното брониране с листа от стомана STS. На втората палуба, над погребите, над двата слоя броневи плочи по 13 мм са добавени два слоя по 44 мм. Над котлите са добавени два слоя – 30 и 44 мм. Такива плочи са постилани върху защитените от два слоя 7,62-мм броня участъци над котелните отделения близо до борда. Над машините са поставени три слоя – 19 + 44 + 44 мм. Фактически втората бронева палуба се превръща в главна. А главната става противоосколъчна.
На третата палуба, по носа от цитаделата, са наложени два слоя по 44 мм. По кърмата, от цитаделата, на нея е положен един слой плочи с дебелина 44 мм, в допълнение към наличния слой от 7,62 мм. Плочи с дебелина 44 мм усилват също покривите на кулите на главния калибър и бойната рубка.
Модернизирани са системите за управление на огъня. Поставени са два 20-футови (6,1 м) далекомера на покривите на кули №1 и №5, тъй като в самите кули за тях няма място. На надстройката, отстрани на носовата ажурна мачта, са поставени два директора за управление на огъня на противоминната артилерия, по образец на британските на фирмата „Викерс“. Поставено е ново радио и радиопеленгаторно оборудване.
Противоминната артилерия намалява до состояла из 16 127-мм орудий. На старите си позиции остават четирите кърмови (централното е свалено) и 4 последни в централния каземат. На горната палуба е направен каземат, излизащ във вид на спонсони зад борда. В него са разположени по три оръдия на всеки борд. Още две оръдия остават да стоят на открито на надстройката отстрани на бойната рубка. На покрива на казематите са поставени по 4 зенитни 76-мм оръдия по всеки борд. Броя на 7,62-мм картечници е доведен до 8.
След модернизациите екипажът съставлява 65 офицера и 1177 матроса.

### Реконструкцията на „Уайоминг“
Според решенията на Лондонската морска конференция той подлежи на частично разоръжаване и превръщане в учебно-боен кораб. От 21 май 1930 до 1 юли 1931 г. са проведени работи по демонтаж на поставените були, бойната рубка, бордовата броня. Демонтиран е котел №1, в резултат на което номиналната му мощност пада до 20 000 к.с., а максималната скорост до 18 възела. Демонтирани са 3-тата, 4-тата и 5-ата кули.
Още една модернизация на „Уайоминг“ е проведена вече по време на Втората световна война, през 1944 г. Свалени са всички 305-мм оръдия и е поставено зенитно въоръжение за провеждането на изпитания и обучението на зенитни разчети. За времето на неговата служба състава на зенитното въоръжение постоянно се сменя и към края на войната се състои от 3 двуоръдейни установки с 127 мм/38 оръдия. По левия борд стоят 4 127-мм открити в единични установки. По десния борд са разположени една двуоръдейна и две еднооръдейни кули със 127 мм/38 орудия. Също по десния борд се намират 4 открити едностволни установки със 76-мм оръдия. В състава на въоръжението също влизат 1 четирицевен, 3 сдвоени и 2 единични 40-мм/56 „Бофорса“. 20-мм автомати „Ерликон“, както и 12,7-мм картечници, лесно се монтират и свалят, за това техния състав постоянно се мени. Така например, числото на „Ерликоните“ се променя от 8 до 15 броя.

### Модернизации на „Арканзас“ в периода на Втората световна война
„Арканзас“ остава в строй и до края на своята служба запазва всичките си 12 305-мм оръдия. По време на първата голяма модернизация, от 6 март до 26 юни 1942 г., е заменена останалата ажурна мачта с тринога. Ъглите на възвишение на оръдията на главния калибър е увеличен до 30°. Модернизирана е системата за управление на артилерийската стрелба, постановени са радари SK, SG и SC, артилерийски радар FC Мк3. На горната палуба, отстрани на кърмовата мачта, са поставени допълнително още два 76-мм полуавтомата. Вместо 2 127-мм оръдия, стоящи отстрани на бойната рубка, са поставени две „чикагски пиана“ – четиристволни 28-мм зенитни автомата. Още две такива установки са поместени на покрива на каземата на противоминната артилерия вместо две 76-мм оръдия. Още четири „чикагски пиана“ са поставени през септември и декември – две при основите на кърмовата мачта и още две на горната палуба при кърмовия срез. На различни места са поставени 30 20-мм „Ерликона“.
За да се снижи увеличеното натоварване, са демонтирани всичките 8 127-мм оръдия под горната палуба и са оставени само шест в средния каземат. Вместо болшинството лодки и катери са поставени спасителни салове. За наблюдение на въздушната обстановка е увеличен броя на мостиците, те са закрити с фалшборд с противокуршумно брониране.
Промените водят до ръст на пълната водоизместимост до 31 000 т. Екипажът във военно време се увеличава до 1330 души.
След ремонта корабът действа в атлантически води, като получава камуфлажната схема на боядисване Ms22, затрудняваща прицелването на подводните лодки. През 1944 г. тя е заменена с „разбиващата“ схема на окраска Ms31a/7b, във вид на контрастни черти с ясно изразени граници.
„Чикагските пиана“ се оказват достатъчно капризни за експлоатация, за това са заменени в периода април – май 1943 г. с четирицевни 40-мм „Бофорси“ с насочване от индивидуални постове за управление. Вместо четири едностволни са поставени две четирицевни установки „Ерликон“.
След завръщането си от Европа, през есента на 1944 г., преди изпращането му в Тихия океан, от 14 септември до 7 ноември е проведена още една крупна модернизация. Количеството на четирицевните „Бофорси“ е доведено до 9. Количеството на единичните „Ерликони“ е увеличен до 28 ствола (всичко с четирицевните – 36 ствола). Числото на 76-мм оръдия е доведено до 12.
Поставен е втори радар SG, а радарът SK е пренесен на фокмачтата. За управлението на 76-мм оръдия, които със снарядите си с регулируем по време взривател се оказват идеални за борбата с камикадзе, поставени са два радарни автомата за стрелба – един на носовата надстройка, вторият на горната площадка на кърмовата мачта, на мястото на радара SK. За пореден път е увеличена площта на мостиците за наблюдение на въздуха.
Водоизместимостта отново нараства, в резултат на което скоростта на пълния ход пада до 19,2 възела. Числеността на екипажа нараства до 1650 душу. Корабът получава тихоокеанската окраска Ms 21, затрудняваща засичането от въздуха. В такъв вид „Арканзас“ служи до края на войната.

## Представители на проекта
| Название             | Корабостроителница                | Залагане           | Спускане на вода  | Влизане в строй      | Съдба                                                                |
| -------------------- | --------------------------------- | ------------------ | ----------------- | -------------------- | -------------------------------------------------------------------- |
| USS Wyoming (BB-32)  | William Cramp and Sons            | 9 февруари 1910 г. | 25 май 1911 г.    | 25 септември 1912 г. | отписан от флота на 1 август 1947 г.                                 |
| USS Arkansas (BB-33) | New York Shipbuilding Corporation | 25 януари 1910 г.  | 14 януари 1911 г. | 17 септември 1912 г. | На 25 юли 1946 г. е потопен от подводен ядрен взрив при атола Бикини |

## История на службата

### BB-32 „Уайоминг“
Линейният кораб „Уайоминг“ (№ 32) е заложен на 9 февруари 1910 г. в корабостроителницата „Уилям Крамп и Синове“ във Филаделфия, спуснат е на вода на 25 май 1911 г., предаден е на флота на 25 септември 1912 г. От 6 октомври 1912 г. преминава довъоръжаване в корабостроителницата „Ню Йорк Неви ярд“ и на 30 декември се присъединява към флота.
На него своя флаг издига командващият Атлантическия флот, контраадмирал Чарлз Дж. Беджер. От 6 януари 1912 г. се включва в рутинната за американските линкори служба – походи и учения в Карибско море и при източното крайбрежие на САЩ.
От 26 октомври 1913 г. до 7 януари 1914 г. извършва поход в Средиземно море, посещавайки Ла Валета, Неапол и Вилфранш. През пролетта на 1914 г. излиза за поход към бреговете на Мексико, участва в окупацията на Веракрус, завръщайки се в САЩ през есента.
С началото на войната в Европа службата на линкора не се променя. В резултат на проучване на боевете в Европа на площадките на лодъчните кранове са поставени две 76,2-мм зенитни оръдия, а на топовете на мачтите са монтирани осемъгълни противоторпедни постове.
След влизането на САЩ във войната е сформирана 9-а дивизия линкори, която следва да влезе в състава на Гранд Флийт като 6-а ескадра. В нея освен „Уайоминг“ влизат „Ню Йорк“, „Делауеър“ и „Флорида“. „Американската“ ескадра взема участие в бойните походи на Гранд Флийт, но не се среща в бой с противника. След капитулацията на Германия дивизията съпровожда Флота на откритото море, плаващ за интерниране. Участва като ескорт на пристигналия в Европа американски президент Удроу Уилсън, на 25 декември 1918 г. „Уайоминг“ се връща в САЩ.
През 1919 г. са свалени пет 127-мм оръдия и са модернизирани приборите за управление на артилерийската стрелба. На 17 юли 1920 г. линкорът официално получава бордовия номер 32, в съответствие със своя пореден номер. След това преминава в Тихия океан, където продължава службата си, посещавайки Чили и Перу.
През 1921 г. се връща на източното крайбрежие на САЩ. През лятото на 1924 г. извършва поход към Европа. През пролетта и лятото на 1926 г. се намира в Тихия океан, приемайки участие в големи учения. От 23 ноември 1925 г. до 26 януари 1926 г. преминава коренна модернизация в „Ню Йорк Неви Ярд“, по време на която са заменени котлите, заварени са були, усилена е хоризонталната защита и е изменен състава и разположението на спомагателната артилерия, модернизирани са приборите за управление на артилерийската стрелба и са поставени катапулт и три хидросамолета.
След модернизацията линкорът влиза в състава на Резервния флот, ставайки негов флагмански кораб. Според решенията на Лондонската конференция от 1930 г. „Уайоминг“ е преоборудван в учебно-артилерийски кораб и получава бордовия номер AG-17. Свалени са трите средни кули на главния калибър, демонтирани са булите и главния брониран пояс, свален е един от котлите, скоростта му пада до 18 възела.
От този момент кораба се използва за обучението на кадети и резервисти. С началото на Втората световна война корабът, по примера на „Юта“, е преоборудван в универсален учебен кораб. За обучение на разчети на зенитната артилерия е поставена допълнителна зенитна артилерия, съставът на която в течение на войната постоянно се усилва. По време на нападението на японците над Пърл Харбър корабът се намира на атлантическото крайбрежие.
Разглеждан е вариант за връщането му в строй като пълноценен линкор, но е прието решението да се остави в качеството на учебен кораб във връзка с необходимостта от обучение на екипажите на влизащите в строй нови кораби. Преминава още няколко модернизации, в процеса на които се лишава от носовата ажурна мачта, оръдията на главния калибър и 127-мм 51-калибрени оръдия. Неговите надстройки и палуба са осеяни от бъркотия от РЛС, зенитни оръдия и системи за тяхното управление. Към края на войната в състава на неговото въоръжение влизат три типа 127-мм 38-калибрени установки с постове за управление Mk 33 и Mk 38, 76-мм зенитни оръдия с автомата за стрелба Mk 50, три типа 40-мм „Бофорса“ и постоянно променящо се количество 20-мм „Ерликони“ и 12,7-мм картечници.
След края на войната е приета обширна програма за съкращаване на флота. За да се запазят все още относително добре съхранените линкори от типа „Ню Мексико“, е прието решението „Уайоминг“ да се замени от един от тях – ВВ-41 „Мисисипи“. На 11 юли 1947 г. „Уайоминг“ пристига в „Норфолк Неви Ярд“, където неговият екипаж преминава на AG-128 „Мисисипи“. „Уайоминг“, на 1 август, е изваден от състава на флота, а на 16 септември 1947 г. е изключен от списъците на флота и на 30 октомври е продаден за скрап.

### BB-33 „Арканзас“
Линкорът „Арканзас“ (№ 33) е заложен на 25 януари 1910 г. в Камдън, щата Ню Джърси, в корабостроителницата „Ню Йорк шипбилдинг къмпани“. Спуснат е на вода на 14 януари 1911 г. и влиза в строй на 17 септември 1912 г. след дострояване във „Филаделфия Неви Ярд“. Негов командир става кептън (капитан 1 ранг) Рой С. Смит.
След влизането си в състава на Атлантическия флот, през есента на 1912 г., доставя за завършването на строителството на Панамския канал американския президент Уилям Тафт. След завръщането с президента в родината, както и другите американски линкори, се включва в рутината на бойната служба – участва в учения при бреговете на Куба и източното крайбрежие на САЩ, редуващи се с междупоходови ремонти. От октомври до ноември 1913 г. посещава Неапол. В началото на 1914 г. участва в окупацията от американския флот на обхванатия от безпорядъци по време на гражданската война мексикански Веракрус.
Започналата война в Европа не изменя службата на „Арканзас“. Влиянието ѝ се изразява само в това, че по време междупоходовите ремонти линкорът получава четири 76-мм зенитни оръдия – две на покрива на 5-а кула и две на площадките на лодъчните кранове. Към края на войната той получава още четири 76-мм зенитки, а на решетъчните мачти са монтирани осемъгълни противоторпедни постове.
Влизането на САЩ във войната „Арканзас“ посреща в състава на 7-а дивизия линкори. През юли 1918 г. той е изпратен в британския Росайт, заменяйки в състава на разположената там 6-а „американска“ ескадра на Гранд Флийт „Делауеър“. Участието му във войната се изразява само с няколко плавания в бойно патрулиране. Срещата му с германския флот се ограничава до съпровождането му за интерниране във Фърт оф Форт.
С връщането си в родината, линкорът преминава модернизация – усилена е бронята на покривите на кулите и бойната рубка, модернизирани са приборите и системите за управление на артилерийския огън. След неутрализацията на опасността от страна на германския флот център на внимание за флота на САЩ става Тихия океан, където предизвиква безпокойство активната политика на Япония за експанзия в Китай, съпровождаща се от строителството на силен флот. През 1919 г. „Арканзас“ е включен в състава на Тихоокеанския флот.
През септември 1919 г. „Арканзас“ преминава модернизация в корабостроителницата „Пюджет Саунд Неви Ярд“, по време на която са демонтирани 5 най-заливани 127-мм оръдия. През май 1920 г. се връща в състава на Тихоокеанския флот, на 17 юли 1920 г. получава обозначението ВВ-33 и съответстващия бордови номер.
През 1921 г. се връща в Атлантическия флот, ставайки негово флагман. През 1923 г. посещава Копенхаген, а през 1924 г. – Лисабон и Гибралтар. През лятото на 1925 г. посещава западното крайбрежие на САЩ, оказва помощ на жителите на Санта Барбара след земетресението там. Със завръщането си в Атлантика влиза за продължителен ремонт във „Филаделфия Неви Ярд“.
По време на основната модернизация, както и на „Уайоминг“, въглищните котли са заменени с нефтени, заварени са противоторпедни були, усилено е хоризонталното брониране, съкратена е до 16 ствола и е преустроена батареята на противоминните оръдия, модернизирани са радиооборудването и системата за управление на артилерийския огън. На 3-та кула е монтиран катапулт за 3-те хидросамолета. Кърмовата ажурна мачта е заменена с къса тринога с прожекторен мостик, а втория пост за управление на огъня е пренесен в надстройката зад комина. Работите са завършени през ноември 1926 г., след което линкорът се връща към служба, извършвайки учебни походи в Европа, Карибско море, при източното крайбрежие на САЩ.
Към края на 1930 години линкорът е морално остарял, оставайки последния представител на линкорите с 305-мм артилерия. За негова сменя трябва да послужат новостроящите се линкори, но избухналата в Европа война продължава службата на ветерана на американския флот. САЩ, формално се опитват да ограничат войната в западното полушарие, въвеждайки т.нар. „неутрален патрул“ – патрулиране от флотите на страните от Северна и Южна Америка в Атлантика, с цел недопускане на бойни действия там. В това патрулиране и конвоиране на съдовете, плаващи за Европа, взема участие и „Арканзас“. През лятото на 1941 г., когато САЩ се добиват до правото да окупират Исландия, той участва в доставката на американски войски на острова.
Независимо от това, че на 7 декември, в резултат на внезапното нападение на японския флот над Пърл Харбър по-голямата част от Тихоокеанския флот се оказва на дъното, „Арканзас“ остава в състава на Атлантическия флот. В Тихия океан се връщат малко преди това преместените в Атлантика три линкора от типа „Ню Мексико“ и влизащите в строй нови линкори.
От февруари до юли 1942 г. „Арканзас“ преминава поредната модернизация. Усилено е зенитното му въоръжение, остават само шест 127-мм оръдия, носовата ажурна мачта е заменена с тринога, увеличен е ъгълът на вертикално насочване на оръдията на главния калибър от 15° до 30°.
В периода 1942 – 1943 г. линкорът прикрива конвоите, плаващи с войските за десанта в Северна Африка и по път за Европа. През 1944 г. „Арканзас“ взема участие в десанта на съюзниците в Нормандия. Именно неговите оръдия през юни осъществяват артилерийската поддръжка на стоварващите се американски войски на знаменития участък „Омаха“. През август 1944 г. ветеранът със своя огън поддържа десанта на съюзниците в южна Франция.
През септември 1944 г. той се връща в САЩ, където му е проведена поредната модернизация. Поставено е ново радарно оборудване, и в началото на 1945 г. „Арканзас“ преминава в южната част на Тихия океан. Заедно с другите остарели линкори оказва артподдръжка на войските при десантите на Иво Джима и Окинава.
За времето на войната корабът получава четири „бойни звезди“. С края на войната „Арканзас“ участва в доставката на американските войски в родината. Края на войната прави издържането в състава на флота на остарелия линкор безсмислено. В началото на 1946 г. линкорът е отделен от флота за провеждането на операцията „Кръстовища“ – изпитания за въздействието на ядрен взрив върху корабите. В състава на цял флот от трофейни немски и японски кораби, в качеството на жертва, „Арканзас“ пристига на атола Бикини. На 1 юли е проведен първият въздушен взрив – изпитанието „Ейбъл“, по време на което линкорът практически е незасегнат. Но по време на втория подводен взрив – изпитанието „Бейкър“ – той се намира на 200 – 300 метра от епицентъра на взрива и бързо отива на дъното. „Арканзас“ официално е изваден от състава на флота на 29 юли 1946 г. и е отписан от списъците на Военноморския Регистър на 15 август 1946 г.

## Оценка на проекта
Линкорите от типа „Уайоминг“ стават еволюционно развитие на типа „Флорида“. По сравнение с предшествениците те получават шеста кула на главния калибър и по-мощно 50-калибрено 305-мм оръдие вместо 45-калибреното. За разлика от скрепеното с тел британско 50-калибрено оръдие, страдащо от невисока кучност на стрелбата, поради вибрациите при изстрела, американското оръдие е лишено от този недостатък. Скрепеното с цилиндри оръдие, за сметка на по-голямата начална скорост има по-настилна траектория и по-малко разлитане на снарядите. За съжаление, поради достатъчно високата начална скорост живучестта на оръдията се оценява като недостатъчна.
Независимо от нарасналия до дванадесет 305-мм оръдия бордов залп, самите американски специалисти оценяват такова решение като неоптимално, и само липсата на готово 356-мм оръдие води до тази стъпка. Германските линкори от типа „Кайзер“ имат сравнимо с тях въоръжение. А британските „Ориони“, с 343-мм оръдия на главния калибър, стават първите „свръхдредноути“. Вертикалното брониране на американския линкор е на нивото на британския, но и двата, по този показател, отстъпват на немския линкор. Хоризонталното брониране на американския линкор, според данните от Първата световна война, е признато за недостатъчно, и се налага да бъде усилвано при следвоенните модернизации. Конструктивната противоторпедна защита на американския линкор е една от най-добрите, видимо, е сравнима с отличната германска. Британската система за противоторпедна защита значително им отстъпва по дълбочина и ефективност.
За високите стандарти на американския флот далечината на плаване на „Уайоминг“ се признава като недостатъчна, макар тя и да е на нивото на европейските линкори. Тази ситуация е значително подобрена по време на модернизацията през 1920 години, когато за сметка на преход към нефтено отопление на котлите и увеличаване на запаса гориво далечината на плаване значително нараства.
Американските линкори обладават мощна противоминна батарея от добре показалите се 127-мм 51-калибрени оръдия. Наистина, положението малко се влошава от тяхното неудачно разположение, водещо до заливането на оръдията по свежо време. За съжаление, опита, през 1919 г., да се премине към двуоръдейни кули, разположени на палубата, е неуспешен, за това този им недостатък си остава до края на службата на линкорите.
Както отбелязват изследващите американските кораби британски специалисти, конструкцията на задвижващите механизми на кулите на американските линкори са малко по-опростени и по-надеждни от британската, но има и недостатък в вид на значително големия брой ръчни операции. Системата за стрелба на американските линкори е достатъчно съвършена, но се отличава по конструкцията си от британската. В Първата световна война американските линкори не успяват да участват в бой, за това отговор на въпроса, коя от системите е по-ефективна, няма.
Обитаемостта за екипажа на американските линкори получава най-високи оценки от британските офицери. Каютите са просторни и удобни. Даже младшите офицери се разполагат в двуместни каюти. В столовата, на разположение на екипажа има всичко, дори автомати за кафе и газирани напитки, хладилници със сладолед.
Макар американските линкори да имат ограничено участие в Първата световна война, те не успяват да поучастват в бой. Стабилната конструкция и проведените модернизации позволяват на „Арканзас“ да вземе участие във Втората световна война. Но към този момент той е вече морално остарял и независимо от съвършената си система за управление на огъня не представлява особена бойна ценност, за това участва само в съпровождането на конвои и обстрел на брега.
|                                              | „Юта“                       | „Уайоминг“                  | „Орион“                               | „Кайзер“                           |
| -------------------------------------------- | --------------------------- | --------------------------- | ------------------------------------- | ---------------------------------- |
| Заложен                                      | 1909                        | 1909                        | 1909                                  | 1909                               |
| Влиза в строй                                | 1911                        | 1912                        | 1912                                  | 1912                               |
| Водоизместимост, нормална, т                 | 22 174                      | 26 416                      | 22 555                                | 24 724                             |
| Пълна, т                                     | 23 400                      | 27 680                      | 26 284                                | 27 000                             |
| Тип СУ                                       | ПТ                          | ПТ                          | ПТ                                    | ПТ                                 |
| Номинална мощност, к.с.                      | 28 000                      | 28 000                      | 27 000                                | 28 000                             |
| Проектна максимална скорост, въз.            | 20,75                       | 20,5                        | 21                                    | 21                                 |
| Далечина на плаване, мили (на скорост, въз.) | 6680 (10)                   | 6860 (10)                   | 6730 (10)                             | 7900 (12)                          |
| Брониране, мм                                |                             |                             |                                       |                                    |
| Пояс                                         | 279                         | 279                         | 305                                   | 350                                |
| Палуба                                       | 63                          | 63                          | 102                                   | 100                                |
| Кули                                         | 305                         | 305                         | 279                                   | 300                                |
| Барбети                                      | 254                         | 254                         | 254                                   | 300                                |
| Рубка                                        | 292                         | 292                         | 279                                   | 350                                |
| Схема на въоръжението                        |                             |                             |                                       |                                    |
| Въоръжение                                   | 5×2×305/45 16×1×127/51 2 ТА | 6×2×305/50 21×1×127/51 2 ТА | 5×2×343/45 16×1×102/50 4×1 47-мм 3 ТА | 5×2×305/50 14×1×150/45 8×1×88 5 ТА |

## Коментари
1. ↑  След модернизацията на „Арканзас“, през 1942 г., ъгълът на възвишение нараства от 15° до 30°, но зареждането започва да се извършва само при постоянен ъгъл на възвишение.
2. ↑  Според проекта техния брой трябва да бъде 22, но вече в хода на строежа две кърмови оръдия на горната палуба са заменени от едно в кърмовия каземат.
3. ↑  „Уайоминг“ получава 2 оръдия, после още две. На „Арканзас“ зенитните оръдия са повече – отначало са поставени четири, а след това броят им е доведен до осем.
4. ↑  Всички американски броненосци и линкори имат поредна номерация, т.нар. строителен номер, под който те са поръчани от Конгреса. През 1920 г., при прекласификацията на флота, тези номера са използвани в качеството на бордови, заедно с приставката за обозначаването на класа – BB (Battleship) се използват като официално обозначение. Т.е. до 1920 г. пълното обозначение на кораба е USS Wyoming, battleship number 32, а след 1920 г. – USS Wyoming (BB 32).
5. ↑  За британските и американските кораби в източниците водоизместимостта е дадена в дълги тонове, за това тук тя е преизчислена в метрични тонове.